# Гута (Білоцерківський район)
Гу́та — село в Україні, у Медвинській сільській громаді Білоцерківського району Київської області. Відстань до райцентру становить близько 75 км і проходить автошляхом Р30. Населення становить 301 осіб.

## Географія
Селом тече річка Реп'яшка.

## Історія
Під час організованого радянською владою Голодомору 1932—1933 років померло щонайменше 258 жителів села.

## Відомі особистості
В поселенні народився:
- Гребініченко Григорій Іванович (нар. 1942) — український співак.